# Brás Rodrigues de Arzão
Brás Rodrigues de Arzão (São Paulo dos Campos de Piratininga, ? – São Paulo dos Campos de Piratininga, 12 de julho de 1693) foi um dos mais notáveis bandeirantes paulistas, filho do flamengo Cornélio de Arzão e de Elvira Rodrigues. Casou com Maria Egipcíaca Domingues, filha de Pero Domingues, o Velho. Morreu em São Paulo em 12 de julho de 1693.
Desde 1651 penetrou no extremo Sul, integrando a bandeira de Domingos Barbosa Calheiros com quem foi à Bahia em 1658, sofrendo grande revés na mãos dos índios hostis paiaiás, regressando a São Paulo em 1660 sem alcançar seu objetivo.
Integrou em 1671 a bandeira de Estêvão Ribeiro Baião Parente à Bahia.
Em 20 de março de 1675 o Governador Geral do Estado do Brasil incumbiu-o de pesquisas de ouro nas capitanias do sul.
A 24 de junho de 1677 houve novas confusões entre o povo de São Paulo, o capitão-mor Brás Rodrigues de Arzão e os jesuítas, sobre a alforria do gentio. Arzão participou no colégio dos padres «que o povo que o seguia vinha deliberado expulsá-los da capitania se fosse certo que por via dos ditos padres tinha vindo uma ordem do Rio de Janeiro para se se executar a alforria do gentio do Brasil». Tendo o Reitor e mais padres declarado que «em nenhum tempo falaram nem trataram da liberdade do dito gentio, e que se em algum tempo o fizessem, sujeitavam-se ao que o povo quisesse sem mais poder alegar",  retirou-se o povo pacificamente.
A 15 de janeiro de 1679 foi mandado com o posto de capitão-mor na leva do mestre de campo Jorge Soares de Macedo para tomar parte nas diligências da fundação da Colônia do Sacramento. Em meados de 1680, Arzão voltou a São Paulo, sobrevivendo aos reveses do Sul, exercendo no governo da vila cargos de confiança, inclusive o de administrador das minas e superintendente das aldeias reais de índios. Na mesma data Antônio Afonso Vidal/Vidigal tivera patente do mestre de campo para ir aos sertões do Sul, Rio da Prata e ilha de São Gabriel.
Silva Leme estuda sua descendência e ascendência no volume VII de sua «Genealogia Paulistana», página 337. Seu irmão foi Cornélio Rodrigues Arzão (casado com Catarina Gomes Correia, de Itu) também sertanista.
Sobre ele, diz o grande historiador brasileiro Capistrano de Abreu em sua obra »Capítulos da História Colonial», pp. 60 e 61:
«Em torno do Paraguaçu reuniram-se tribos ousadas e valentes, aparentadas aos Aimorés convertidos no princípio do século, que invadiram o distrito de Capanema, trucidaram os moradores e vaqueiros do Aporá, e avançaram até Itapororocas. Pouco fizeram expedições baianas mandadas contra eles, e houve a idéia de chamar gente de São Paulo. Acudindo ao convite Domingos Barbosa Calheiros embarcou em Santos; na Bahia se dirigiu para Jacobinas, mas deixou-se iludir por Paiaiás domesticados, e nada fez de útil.
Acompanhando-o na jornada mais de 200 homens brancos, raros retornaram do sertão. Com este malogro não admira se repetissem as incursões de Tapuias, a ponto de a 4 de março de 1669 ser-lhes declarada guerra e outra vez convidados paulistas para fazê-la. Em agosto de 71 chegou a gente embarcada, com cuja condução a câmara de Salvador despendeu mais de dez contos de réis. Eram dois os chefes principais, Brás Rodrigues de Arzão e Estêvão Ribeiro Baião Parente. Fizeram de Cachoeira base das operações que duraram anos. Brás Rodrigues de Arzão retirou-se depois de tomar, na margem esquerda do Paraguaçu, a aldeia do Camisão. Estêvão Ribeiro guerreou sobretudo na margem direita, onde conquistou a aldeia de Massacará. Em paga dos serviços foi-lhe dado o senhorio de uma vila chamada de João Amaro, nome de seu filho. A vila, depois de vendida com as suas terras a um ricaço da Bahia, extinguiu-se; o epônimo ainda é lembrado nos catingais baianos.
A estas expedições marítimas sucederam outras por via terrestre. Talvez a mais antiga fosse a de Domingos de Freitas de Azevedo, de quem apenas consta haver sido derrotado no rio São Francisco. Facilitaram estas entradas a abundância de matas no trecho superior do rio, as suas condições de navegabilidade dentro do planalto, o emprego de canoas. Paulistas houve que fizeram canoas e desceram para vendê-las próximo do trecho encachoeirado, onde a escassez da vegetação tornava preciosa a mercadoria. Das expedições feitas pelo interior conhecemos a de Domingos Jorge Velho, Matias Cardoso de Almeida, Morais Navarro, todos empregados em combater os hostis índios Paiacus, Janduís, Icós, nas ribeiras do Açu e do Jaguaribe. Domingos Jorge auxiliou a debelação dos Palmares, mocambo de negros localizado nos sertões de Pernambuco e Alagoas, que já existia antes da invasão flamenga e zombara de numerosas e repetidas tropas contra ele mandadas. Ficou assim livre todo o território entre as matas do cabo de Santo Agostinho e Porto Calvo.»